# Succession de Charles le Téméraire

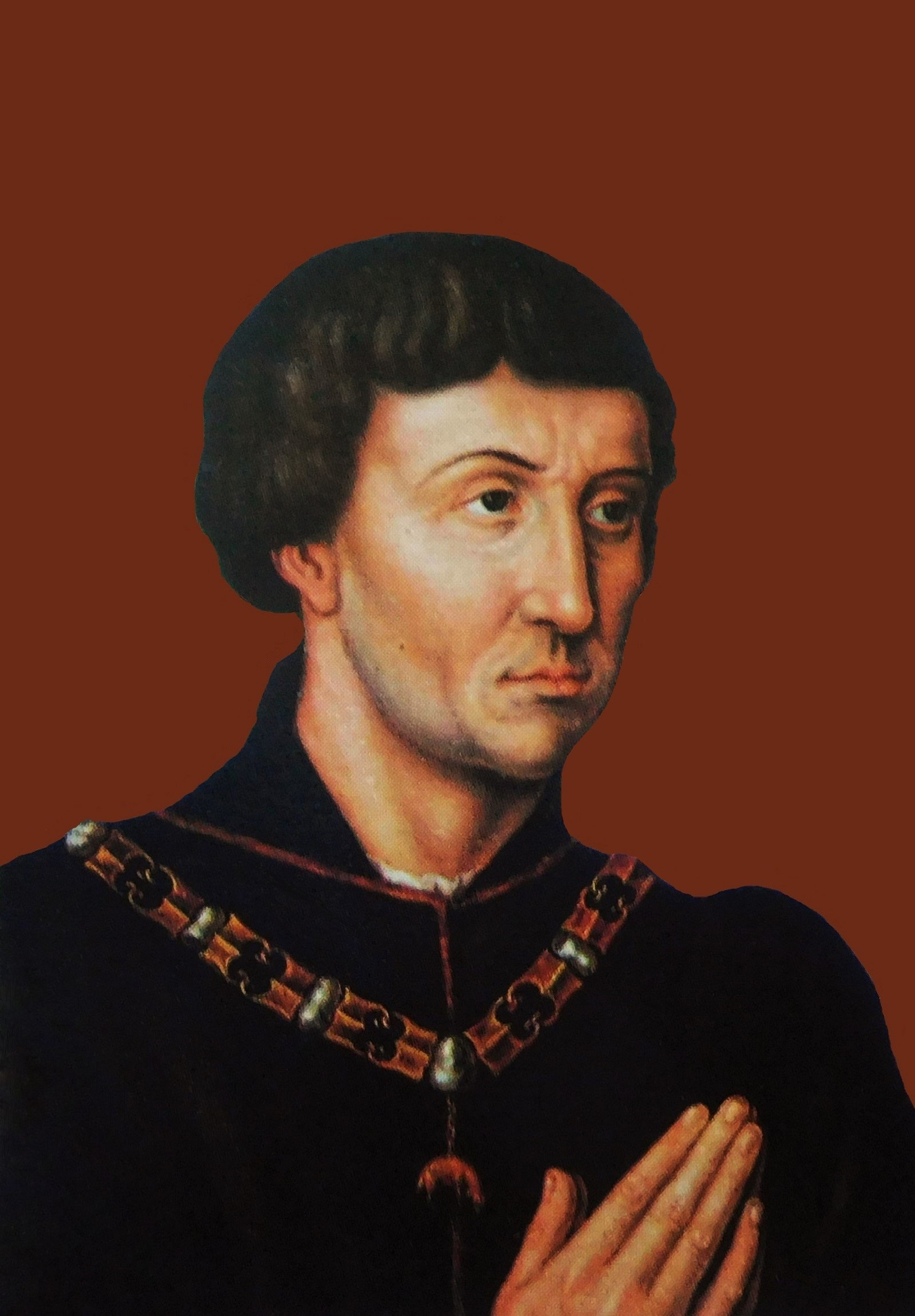
Charles le Téméraire (1433-1477)

La succession de Charles le Téméraire fut une affaire politique, diplomatique et militaire qui occupa les dernières années du roi Louis XI. 
Depuis l'accession de Charles le Téméraire au pouvoir, le roi Louis XI avait constamment agi et intrigué pour affaiblir la puissance de la Maison de Bourgogne. 
Le 5 janvier 1477, la mort de Charles mit fin au duel entre les deux hommes. Le roi Louis XI, enfin débarrassé de son puissant rival, entreprit aussitôt de travailler au démantèlement et à la récupération de la plus grande partie possible des États bourguignons. À cette fin, il lança ses troupes à la conquête des deux Bourgogne (duché et comté) et des Pays-Bas bourguignons pendant la guerre de succession de Bourgogne.

## Les deux Bourgogne
Quand Louis XI lança son armée pour occuper le duché de Bourgogne, il argua simultanément de la masculinité du titre et de la préservation des droits de la duchesse dont il était le parrain. Au nom du roi, Charles d’Amboise entra le 12 janvier à Dijon et publia les lettres du roi datées du 5, rappelant aux habitants qu’ils étaient du royaume de France.
Marie de Bourgogne répliqua en écrivant aux habitants du duché le 23 janvier 1477 qu’elle n’avait pas besoin de protection et que le duché n’était pas un apanage, ce que ses gens ne parvenaient pas à prouver, le duché ayant été par deux fois donné à un fils de France par les rois Robert II puis Jean II. En effet, le roi Jean II avait hérité du duché de Bourgogne à la mort de Philippe de Rouvre en 1361 comme plus proche parent de celui-ci : par sa mère, Jeanne de Bourgogne, Jean II était son cousin. Mais puisqu’il s’agissait d’un héritage, la Bourgogne était bien à ce moment entrée dans le domaine royal. En concédant, deux ans plus tard, le duché à son fils Philippe, le roi prenait bien sur le domaine royal pour constituer un apanage. Or, les concessions d’apanage avaient, à partir de 1314 et tout au long du XIVe siècle, été faites sans qu’on tînt compte des filles. Marie rappela également que les acquisitions de ses prédécesseurs, l’Auxerrois, le Charolais, le Mâconnais, n’avaient pas été à charge de succession masculine. Les Bourguignons, cependant, satisfaits des annonces du roi qui proclamait une amnistie et l’abolition des impôts créés par le Téméraire, se déclarèrent fidèles sujets du roi. Le roi eut la grande habileté d’ajouter à ce qu’il avait promis en créant le 18 mars 1477 un parlement de Bourgogne. Il y eut une révolte en 1477 mais elle fut écrasée brutalement. 
Le roi s’empara également par la conquête de la Franche-Comté bien que celle-ci fût terre d'Empire et non du royaume : les résistances y furent plus vives mais elles furent vaincues et cessèrent en 1481.

## Les Pays-Bas bourguignons

### Le mariage de Marie de Bourgogne
Le 2 février 1477, Philippe de Commynes fit part au roi de sa crainte de ce que chercher à s’emparer militairement des territoires du feu duc de Bourgogne pouvait être hâtif et malavisé. Il conseilla au roi de tout faire pour obtenir la main de Marie pour son fils. Ainsi, la France pourrait absorber sans difficulté l'ensemble des États réunis par les ducs de Bourgogne : le royaume aurait annexé de fait de nombreuses et très riches terres d'Empire (Hainaut, Brabant, Hollande, Zélande, Luxembourg, etc.) comme autrefois le Dauphiné. Le roi ne fut pas satisfait des propos de son conseiller et il l'envoya dans le Poitou pour surveiller le duc de Bretagne. 
En fait, du vivant de Charles le Téméraire, Louis XI envisageait de marier Marie de Bourgogne à son fils le dauphin Charles et il n'avait pas abandonné cette idée. Cependant, il devait prendre en compte les inconvénients qu'impliquait une stratégie uniquement diplomatique :
1. une politique d’amitié et conciliation pouvait permettre aux dirigeants bourguignons de se ressaisir et donner la possibilité à l’État bourguignon de se reconstituer et de retrouver sa puissance[7] et elle pouvait très bien ne pas déboucher sur le mariage attendu ;
2. le dauphin était fiancé avec Élisabeth d’York ; certes Louis accepta de revenir sur cet engagement en 1482 mais la situation de l’Angleterre était bien différente à cette date de ce qu’elle était en 1477 : que Louis XI eût soigneusement évité de jamais demander publiquement la main de Marie semble impliquer qu’il avait conscience qu’un contrat unissant son fils à Marie risquerait de l’entraîner dans une guerre avec les Anglais car ce projet signifiait l’abandon du mariage du dauphin avec Élisabeth d’York, clause du traité de Picquigny[8]
3. tout miser sur la diplomatie et un mariage n'avait aucune garantie de réussite : Marie pouvait très bien refuser d'épouser un enfant de sept ans, de treize ans son cadet, et les dirigeants flamands qui tenaient Marie n'avaient pas nécessairement envie de se placer sous la souveraineté effective du roi de France.

Dans son récit, rédigé douze ans après les faits, Philippe de Commynes ne prend pas en compte ces éléments. Mais il reste néanmoins prudent ce qu'il aurait convenu de faire : « Toutefois le (bon) sens de notre roi était si grand que moi ni les autres n’eussions su voir si clair en ses affaires, comme lui-même faisait ; car sans nul doute, il était un des plus sages hommes, et des plus subtils, qui aient régné en son temps. Mais en ces grandes matières, Dieu dispose les cœurs des rois et des grands princes (lesquels il tient dans sa main) à prendre les voies selon les œuvres qu’il veut conduire après… Je n’entends point blâmer notre roi, pour dire qu’il a failli dans cette matière ; car par aventure, d’autres qui savaient et qui connaissaient mieux que moi seraient et étaient de l’avis qu’il était. » 
Quoi qu'il en soit, Louis XI essaya quand même de faire aboutir le mariage de son fils et de la fille de son ennemi. À cette fin, Louis XI envoya des ambassadeurs à Gand chargés de les circonvenir : les voulant discrets, il les choisit parmi les plus modestes de son entourage. Olivier Le Daim fut envoyé auprès de Marie, tenue presque captive dans son château de Gand par les Gantois qui voulaient la convocation des États généraux de Flandre et la restauration de leurs privilèges. Olivier fut mal reçu et ne parvint pas à obtenir la soumission de Gand et il quitta la ville alors qu’on parlait de le jeter dans la rivière. La cour de Marie envoya alors une ambassade composée du chancelier Guillaume Hugonet et de Guy de Humbercourt : favorables au mariage avec le dauphin, les deux principaux conseillers de Marie, évoquèrent celui-ci. Hugonet et Humbercourt donnèrent même carte blanche au roi pour s’emparer de l’Artois, et de fait, les troupes du roi qui s'étaient emparées de la Picardie n'eurent pas de difficulté à prendre l'Artois. Ainsi, le roi fit son entrée à Arras le 4 mars 1477. Le roi reçut dans cette ville une délégation mandatée par les États de Flandre à laquelle il déclara qu’il souhaitait marier son fils à Marie à condition que celle-ci se plaçât sous sa protection. Contrairement aux conseillers de Marie, les délégués trouvèrent cette proposition inconcevable.
Le roi tenta d’exploiter la mésentente qui existait entre les Flamands et la cour de Marie de façon à s’assurer l’appui de celui des deux partis qui se tournerait vers lui. Lorsque ses conseillers exhibèrent une lettre ou l’héritière déclarait vouloir que toutes ses affaires fussent dirigées par Hugonet, Humbercourt et deux autres de ses intimes, les ambassadeurs flamands qui prétendaient que les États généraux détenaient le pouvoir suprême se mirent en colère et ils quittèrent Arras le 9 mars 1477. Revenus à Gand, les envoyés traitèrent la duchesse de menteuse qui dut s'excuser. Les Gantois se révoltèrent à nouveau, se saisirent d’Hugonet et Humbercourt qu’ils accusèrent d’avoir livré l’Artois et d’avoir accepté les dons du roi et ils les firent décapiter le 3 avril 1477. Le roi condamna cette exécution et prit les familles des deux hommes sous sa protection.  
La mort d’Hugonet et Humbercourt et le fait que la duchesse Marguerite d’York ait éloigné de la cour le prince-évêque de Liège avaient décapité le parti favorable au mariage français. La duchesse douairière n'ayant pas réussi à faire accepter l'idée d'un mariage avec un prince anglais, on ranima le projet du mariage de Marie et de Maximilien d'Autriche, fils de l’empereur Frédéric III dont on ne parlait plus beaucoup depuis l’échec des négociations de Trèves en 1473. Louis XI fit valoir auprès des princes allemands qu’ils avaient tout à craindre d’un renforcement du pouvoir des Habsbourg mais leur assentiment n’était pas nécessaire. Le 21 avril 1477, on mariait les deux jeunes gens par procuration et le 20 août on les mariait à Gand. Il leur naîtra un fils Philippe onze mois plus tard, puis une fille Marguerite dix-huit mois après.

### La guerre
Louis fut furieux de ce mariage, décida ne plus miser que sur la guerre et il envoya son armée conquérir le Hainaut. Il conduisit lui-même ses troupes au combat.
Parallèlement, le roi décida alors de mettre le droit de son côté en entamant une procédure pour lèse-majesté qui conduisait à la confiscation, sanction de la félonie. Parmi les crimes imputés au défunt duc, on retint en premier la violation par le duc de Bourgogne du sauf-conduit qu’il avait donné à Louis XI avant l’entrevue de Péronne. Le Parlement de Paris déclara Charles félon et comme tel déchu de ses fiefs. La conquête de l’Artois s’acheva rapidement. 
Arras tenta alors de se rapprocher de Marie mais ses délégués furent interceptés et décapités comme parjures. Arras se révolta alors mais face à l’armée du roi la ville se rendit en mai 1477. Louis interrompit sa campagne de Hainaut et prit le commandement d’une armée destinée à soumettre la Flandre, terre du royaume. Cependant, le 8 septembre 1477, Louis XI concluait une trêve avec Maximilien.  
Malgré une nouvelle campagne en 1478, Louis XI constata qu’il ne pourrait s’emparer de toutes les possessions du Téméraire. Quant à Maximilien d'Autriche, il était le prince le plus endetté d’Europe. Dans l'optique de négociations, Louis XI accepta d’évacuer une partie de ce qu’il avait conquis en Hainaut (Cambrai, Le Quesnoy, Bouchain). Maximilien ne refusait pas de céder ce qu’il disait avoir de droits sur la Bourgogne, l’Artois, Boulogne, Lille, Douai, Orchies et Saint-Omer. Une nouvelle trêve fut conclue pour un an à compter du 11 juillet 1478. 
À l’expiration de la trêve, en juillet 1479, Louis XI refusa de la renouveler et la guerre reprit en Artois. Maximilien, à la tête d'une armée composée principalement de milices flamandes, assiégea Thérouanne et la bataille de Guinegatte, qui l'opposa le 7 août 1479 à l'armée royale française, fut une victoire pour lui, même s’il ne put l’exploiter. En effet, Maximilien avait perdu autant d’hommes que le vaincu et il ne put occuper ni Arras ni Thérouanne, étant trop désargenté pour convaincre les milices flamandes de ne pas rentrer en Flandre. 
Louis XI entreprit alors un blocus contre les Pays-Bas bourguignons qui eut des conséquences économiques désastreuses pour les États de Marie. Maximilien et la duchesse douairière espérèrent le soutien militaire et économique du roi d’Angleterre, Édouard IV, mais celui-ci n’était pas en mesure de l’apporter et l'argent français, ainsi que l'espoir de marier sa fille au dauphin, le dissuadaient de rien entreprendre contre Louis XI.

## Le traité d'Arras
Louis XI fit alors des ouvertures et projeta de marier le dauphin à la fille de Marie et Maximilien, Marguerite de Bourgogne, née le 10 janvier 1480. Le 21 août 1480, une nouvelle trêve était conclue. Celle-ci dura jusqu’en juin 1482. Des négociations s’engagèrent à Arras : le roi les suivait quotidiennement depuis Tours. 
Marie de Bourgogne mourut d’une chute de cheval le 27 mars 1482. Affaibli politiquement et affectivement par cette mort, Maximilien qui n'avait pas de légitimité propre dans les Pays-Bas fut sommé en avril par les États de Flandre, Hainaut, Brabant et Hollande de négocier. Les États de Flandre étaient soucieux de réduire l’autorité de Maximilien et prêts à abandonner l’Artois au roi. Philippe de Commynes les crédite même d’avoir été prêts à céder au roi « tous les sujets de cette maison qui sont de langue française », à savoir également le Hainaut et Namur. Le 28 juillet 1482, à la suite de la chute d’Aire, le roi de France s’empara à nouveau de la totalité de l’Artois.
Maximilien accepta finalement que le duché de Bourgogne ainsi que le comté de Boulogne et les villes de la Somme (en fait, la Picardie) ne fussent pas mentionnés dans le traité. Il accepta également que l’accord ne mentionnât pas le droit des femmes. 
Le traité d'Arras fut signé le 23 décembre 1482 et juré par le roi, quoi qu'à demi-paralysé, en janvier 1483 au Plessis. Dans tout le royaume, on alluma des feux de joie. Louis et Maximilien se partageaient l’héritage de Marie de Bourgogne. Le printemps de 1483 consacra la victoire de Louis XI qui cessa d'ailleurs de verser sa pension au roi d’Angleterre à sa grande fureur ; cette pension était destinée à gagner du temps et à tenir éloignés les Anglais des négociations.
Le dauphin épouserait Marguerite et celle-ci serait élevée en France. Elle apportait une dot qui dépassait de loin les usages et qui correspondaient à l'ensemble des terres bourguignonnes occupées par la France. Passaient ainsi officiellement et immédiatement sous administration française :
- le Comté d'Artois ;
- le Comté d'Auxerre ;
- le Comté de Bourgogne ;
- le Charolais ;
- le comté de Mâcon ;
- la châtellenie de châtellenie de Bar-sur-Seine ;
- les seigneuries de Château-Chinon, de Chaussin, de Laperrière, de Noyers et de Salins.

Le reste des Flandres, duchés de Brabant, de Limbourg, de Luxembourg, comtés de Flandre, de Hainaut, de Namur, de Hollande et de Zélande, sont garantis à l'archiduc Philippe le Beau, à condition toutefois que ce dernier fasse hommage au roi de France pour le comté de Flandre, mouvant de la couronne. Le roi rappelle enfin son droit à racheter la Flandre gallicante (villes et châtellenies de Lille, Douai et Orchies, ainsi que le Tournaisis), en vertu d'actes contestables datant du mariage de Philippe le Hardi.
Si toutefois le mariage devait être annulé avant la majorité des époux par la France, ou si le couple devait rester sans enfants, il est prévu que la dot de Marguerite ferait retour à son frère Philippe le Beau ou à ses descendants, sous réserve, encore une fois, de l'hommage au roi de France pour les terres mouvantes de la couronne. Inversement, si le frère de Marguerite, Philippe le Beau mourait, l'ensemble des Pays-Bas bourguignons[réf. nécessaire] passerait à la souveraineté française.
Louis XI meurt le 30 août de cette même année 1483, quelques mois après la signature d'un traité qui parachevait l'anéantissement de la maison de Valois-Bourgogne.

## Le traité de Senlis
Apprenant que Maximilien d'Autriche avait l'intention d'épouser Anne de Bretagne, une manœuvre politique dirigée directement contre lui, Charles VIII le devança et renvoya son ancienne fiancée Marguerite d'Autriche, remise à la cour de France alors qu'elle avait deux ans. Selon le traité d'Arras, Maximilien devait recouvrer, au nom de son fils l'archiduc Philippe, encore mineur, l'ensemble de la dot de Marguerite. 
Le traité de Senlis fut conclu le 23 mai 1493 pour tirer les conséquences du renvoi de Marguerite. Celle-ci fut renvoyée à son père mais avec une dot amputée : elle ne conservait que l'Artois, le comté de Bourgogne (Franche-Comté), le Charolais et une partie des seigneuries annexes du duché de Bourgogne (Noyers, Château-Chinon, Chaussin et Laperrière). Ces terres devaient être rétrocédées à son frère, sous réserve de l'hommage au roi de France pour  les fiefs mouvants de couronne. Marguerite conserva en fait les biens résiduels de sa dot à titre viager pour assurer ses revenus. 
Les comtés d'Auxerre et de Mâcon, ainsi que la seigneurie de Bar-sur-Seine restèrent temporairement à la France, dans l'attente d'un arbitrage ultérieur, qui les attribua au domaine royal.
Enfin, la frontière orientale du royaume fut révisée et déportée, pour la première fois depuis le traité de Verdun, jusqu'à la Saône : l'ensemble du duché de Bourgogne était désormais compris dans le royaume et à l'Ouest de la Saône, celle-ci faisant claire et nette frontière entre le duché et le comté de Bourgogne. Le particularisme du comté d'Auxonne, jusqu'alors partie du duché de Bourgogne sise dans l'Empire, à l'Est de la Saône, était donc supprimé (par rattachement de ce comté au comté de Bourgogne).

## Sources primaires
- Philippe Contamine (éd.), « Face à l'offensive française. Rapport communiqué à Louis XI sur les forces dont Marie de Bourgogne pourrait disposer (Arras, 9 mars 1477) », dans Jacques Paviot (dir.), Liber amicorum Raphaël de Smedt, t. III : Historia, Louvain, Peeters, coll. « Miscellanea neerlandica, XXV », 2001, p. 153-163.